# Diogène d'Arras
Diogène d'Arras, ou saint Diogène, est un saint de l’Église catholique.

## Biographie
D'origine grecque, Diogène d'Arras aurait été envoyé en Gaule par le pape Sirice à la fin du IVe siècle et aurait été sacré évêque par Nicaise de Reims. Il aurait été martyrisé par les Vandales au Ve siècle. Il est fêté le 22 mars.
Dans l'église Saint-Nicolas-en-Cité d'Arras, un vitrail a pour sujet : « Saint Diogène évangélise nos ancêtres et dédie en ce lieu une église à la Sainte Vierge, 390 ».